# Kirchentellinsfurt
Kirchentellinsfurt ist eine Gemeinde jeweils etwa sieben Kilometer nordöstlich von Tübingen und nordwestlich von Reutlingen gelegen. Sie gehört zur Region Neckar-Alb und zur europäischen Metropolregion Stuttgart. Der Ortsname wird umgangssprachlich häufig zu „K’furt“ verkürzt.

## Geografie

### Geografische Lage
Kirchentellinsfurt liegt im Neckartal und am Rand des Schönbuchs. Die Echaz mündet dort in den Neckar.

### Nachbargemeinden
Folgende Städte und Gemeinden grenzen an die Gemeinde Kirchentellinsfurt. Sie werden im Uhrzeigersinn beginnend im Norden genannt und gehören zum Landkreis Reutlingen beziehungsweise zum Landkreis Tübingen¹: Altenburg, Pliezhausen, Reutlingen, Wannweil, Kusterdingen¹ und Tübingen¹

### Gemeindegliederung
Zur Gemeinde Kirchentellinsfurt gehören das Dorf Kirchentellinsfurt und die herzogliche Domäne Einsiedel.

### Schutzgebiete
Kirchentellinsfurt hat Anteile an den Landschaftsschutzgebieten Schönbuch und Mittleres Neckartal sowie am Vogelschutzgebiet und am Naturpark Schönbuch.

## Geschichte
Kirchentellinsfurt ist aus den beiden Siedlungen Kirchen und Tälisfurt (bedeutet so viel wie Furt im kleinen Tal) zusammengewachsen. Das ältere Kirchen wurde im Jahre 1007 erstmals urkundlich als „Kirihheim“ erwähnt. In dieser Urkunde wurde das Dorf dem Bistum Bamberg geschenkt. Im Jahre 1140 wurde unter der Herrschaft von Matthäus Raster (1098–1158) ein Zusammenschluss der beiden Gemeinden besiegelt. Später war Kirchentellinsfurt zeitweise in bayerischem Besitz, unter österreichischer Herrschaft sowie später im Besitz des benachbarten Klosters Bebenhausen. Nachdem der württembergische Herzog Ludwig Kirchentellinsfurt 1593 gekauft hatte, setzte dessen Nachfolger, Herzog Friedrich, 1594 Anastasius Kommerell als den ersten evangelischen Pfarrer ein, der die Reformation im Dorf und den umliegenden Ländereien einführen sollte.
Zu Zeiten des Herzogtums Württemberg befand sich der Ort beim Amt Tübingen, aus dem 1758 das gleichnamige Oberamt hervorging. Bei der Umsetzung der neuen Verwaltungsgliederung im 1806 gegründeten Königreich Württemberg wurde die Zuordnung Kirchentellinsfurts zum Oberamt Tübingen bestätigt. Durch die Kreisreform während der NS-Zeit in Württemberg gelangte Kirchentellinsfurt 1938 zum Landkreis Tübingen.
Gegen Ende des Zweiten Weltkriegs sprengten deutsche Truppen die Neckarbrücke und wollten ursprünglich von der Talstraße aus die Gemeinde verteidigen.
1945 wurde der Ort Teil der Französischen Besatzungszone und kam somit zum neu gegründeten Land Württemberg-Hohenzollern, welches 1952 im Land Baden-Württemberg aufging.

## Politik

### Gemeinderat
Der Gemeinderat in Kirchentellinsfurt besteht aus den 14 gewählten ehrenamtlichen Gemeinderäten und dem Bürgermeister als Vorsitzendem. Der Bürgermeister ist im Gemeinderat stimmberechtigt.
Die Kommunalwahl am 9. Juni 2024 führte zu folgendem Ergebnis.
| Parteien und Wählergemeinschaften | Parteien und Wählergemeinschaften           | % 2024  | Sitze 2024 | % 2019 | Sitze 2019 | Kommunalwahl 2024 %403020100 30,15 %27,43 %24,75 %17,67 %n. k. % CDUGALFWSPDKFKGewinne und Verlusteim Vergleich zu 2019 %p 14 12 10 8 6 4 2 0 −2 −4 −6 −8+12,75 %p−0,57 %p−3,85 %p−0,63 %p−7,7 %pCDUGALFWSPDKFK |
| CDU                               | Christlich Demokratische Union Deutschlands | 30,15   | 4          | 17,4   | 2          | Kommunalwahl 2024 %403020100 30,15 %27,43 %24,75 %17,67 %n. k. % CDUGALFWSPDKFKGewinne und Verlusteim Vergleich zu 2019 %p 14 12 10 8 6 4 2 0 −2 −4 −6 −8+12,75 %p−0,57 %p−3,85 %p−0,63 %p−7,7 %pCDUGALFWSPDKFK |
| GAL                               | Grün-Alternative Liste                      | 27,43   | 4          | 28,0   | 4          | Kommunalwahl 2024 %403020100 30,15 %27,43 %24,75 %17,67 %n. k. % CDUGALFWSPDKFKGewinne und Verlusteim Vergleich zu 2019 %p 14 12 10 8 6 4 2 0 −2 −4 −6 −8+12,75 %p−0,57 %p−3,85 %p−0,63 %p−7,7 %pCDUGALFWSPDKFK |
| FWV                               | Freie Wählervereinigung Kirchentellinsfurt  | 24,75   | 4          | 28,6   | 4          | Kommunalwahl 2024 %403020100 30,15 %27,43 %24,75 %17,67 %n. k. % CDUGALFWSPDKFKGewinne und Verlusteim Vergleich zu 2019 %p 14 12 10 8 6 4 2 0 −2 −4 −6 −8+12,75 %p−0,57 %p−3,85 %p−0,63 %p−7,7 %pCDUGALFWSPDKFK |
| SPD                               | Sozialdemokratische Partei Deutschlands     | 17,67   | 2          | 18,3   | 3          | Kommunalwahl 2024 %403020100 30,15 %27,43 %24,75 %17,67 %n. k. % CDUGALFWSPDKFKGewinne und Verlusteim Vergleich zu 2019 %p 14 12 10 8 6 4 2 0 −2 −4 −6 −8+12,75 %p−0,57 %p−3,85 %p−0,63 %p−7,7 %pCDUGALFWSPDKFK |
| KFK                               | Kompetenz für Kirchentellinsfurt            | –       | –          | 7,7    | 1          | Kommunalwahl 2024 %403020100 30,15 %27,43 %24,75 %17,67 %n. k. % CDUGALFWSPDKFKGewinne und Verlusteim Vergleich zu 2019 %p 14 12 10 8 6 4 2 0 −2 −4 −6 −8+12,75 %p−0,57 %p−3,85 %p−0,63 %p−7,7 %pCDUGALFWSPDKFK |
| gesamt                            | gesamt                                      | 100,0   | 14         | 100,0  | 14         | Kommunalwahl 2024 %403020100 30,15 %27,43 %24,75 %17,67 %n. k. % CDUGALFWSPDKFKGewinne und Verlusteim Vergleich zu 2019 %p 14 12 10 8 6 4 2 0 −2 −4 −6 −8+12,75 %p−0,57 %p−3,85 %p−0,63 %p−7,7 %pCDUGALFWSPDKFK |
| Wahlbeteiligung                   | Wahlbeteiligung                             | 69,97 % | 69,97 %    | 66,2 % | 66,2 %     | Kommunalwahl 2024 %403020100 30,15 %27,43 %24,75 %17,67 %n. k. % CDUGALFWSPDKFKGewinne und Verlusteim Vergleich zu 2019 %p 14 12 10 8 6 4 2 0 −2 −4 −6 −8+12,75 %p−0,57 %p−3,85 %p−0,63 %p−7,7 %pCDUGALFWSPDKFK |

### Bürgermeister
Der Bürgermeister wird für eine Amtszeit von 8 Jahren gewählt.
- 1949–1979 Richard Wolf
- 1979–2014 Bernhard Knauss. Die fünfte Amtszeit von Knauss endete vorzeitig zum 31. Dezember 2014.
- ab 1. Januar 2015 Bernd Haug.[7] Haug wurde im Oktober 2014 mit 62,4 Prozent der Stimmen gewählt.[8] Am 9. Oktober 2022 wurde er mit 84,8 Prozent der Stimmen für eine zweite Amtszeit wiedergewählt.[9]

### Gemeindepartnerschaft
Kirchentellinsfurt ist mit der Gemeinde Illmitz im Burgenland, Österreich freundschaftlich verbunden.

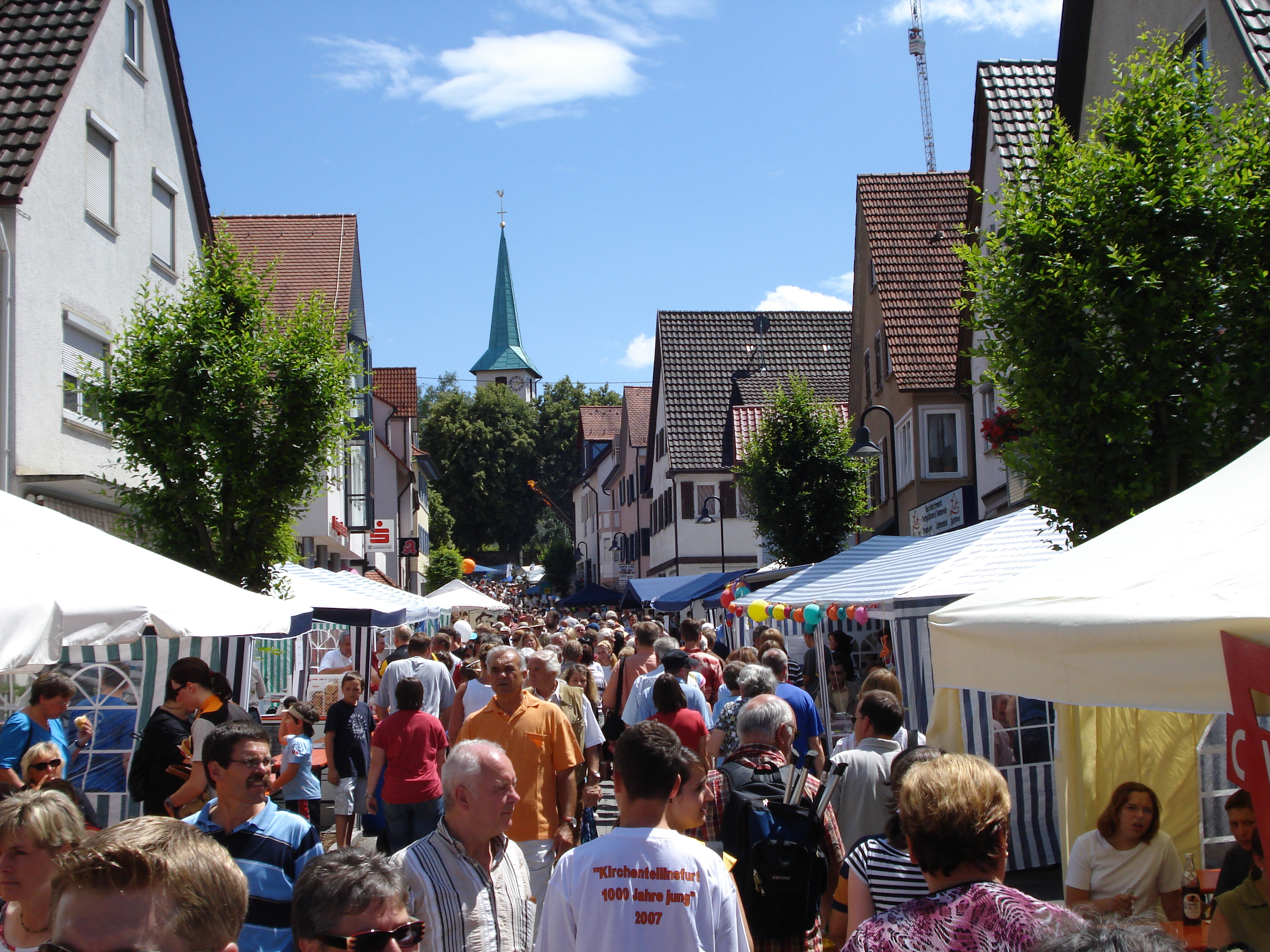
1000-Jahrsfeier 2007 Dorfstraße

## Kultur und Sehenswürdigkeiten

### Museen
- Schlossmuseum
- Archäologischer Lehrpfad im Ortsteil Einsiedel, Beginn am Schloss Einsiedel
- Archäologischer Park Pfeilergrabmal Kirchentellinsfurt

### Bauwerke
- Römisches Grabmal
- Eine Kirche und Pfarrei wurde in Kirchentellinsfurt bereits 1275 erwähnt. 1592 wird sie mit St. Martin bezeichnet. Das Patronat gelangte über die Grafen von Aichelberg an die Reutlinger Bächt, 1316 an das Kloster Bebenhausen und 1479 an das Stift Tübingen. 1594 wurde die Reformation eingeführt. Die evangelische Martinskirche[10] (Kirchenbezirk Tübingen) ist im Kern spätmittelalterlich. 1956 wurde sie umgebaut und erweitert. Dabei erhielt sie einen pyramidenförmigen Turmhelm, über dem Nordeingang ein Martinsrelief von Ulrich Henn sowie drei bleiverglaste Chorfenster (Dreieinigkeit) von Adolf Valentin Saile. Altar und Kanzel sowie Orgel wurden völlig erneuert. Ebenso wurde die tonnengewölbte Sakristei abgebrochen und durch einen Neubau ersetzt. Eine Kirchturmsanierung fand 2015 und eine Innenrenovierung 2018 statt. Das Kruzifix ist noch spätgotisch. Dessen Besonderheit sind die beweglichen Arme, so dass man die Kreuzesabnahme jährlich demonstrieren kann.

### Einrichtungen
- Kirchentellinsfurter Baggersee Epple
- Sporthalle Kirchentellinsfurt
- Turnhalle Kirchfeldstraße
- Schwimmhalle Kirchfeldstraße

### Vereine
- Die Ortsgruppe Kirchentellinsfurt des Schwäbischen Albvereins wurde im Jahr 2002 mit der Eichendorff-Plakette ausgezeichnet.[11]

## Wirtschaft und Infrastruktur

### Verkehr
Der Haltepunkt Kirchentellinsfurt an der heutigen Bahnstrecke Plochingen–Immendingen existiert seit 1861. Er wird von der Regionalexpress-Linie RE 10 von Mannheim nach Tübingen sowie von der Regionalbahn-Linie RB 63 von Herrenberg nach Bad Urach bedient.
Die in diesem Streckenabschnitt autobahnähnliche Bundesstraße 27 führt an Kirchentellinsfurt vorbei und verbindet die Gemeinde im Norden mit Stuttgart und im Süden mit Balingen und Rottweil.
Durch Alltagsradrouten aus dem Radnetz Baden-Württemberg ist Kirchentellinsfurt
- mit Tübingen,
- über Wannweil mit Reutlingen und
- an Pliezhausen und nördlichen Reutlinger Stadtteilen vorbei und über Neckartenzlingen und Neckartailfingen
  - mit Nürtingen und
  - mit Filderstadt verbunden.

Der Neckartal-Radweg, ein Radfernweg von Villingen-Schwenningen nach Mannheim, verläuft ebenfalls durch Kirchentellinsfurt.
Der Württemberger Weinradweg verläuft von Rottenburg am Neckar nach Niederstetten. In Kirchentellinsfurt ist er mit dem Neckartal-Radweg identisch.

### Bildung
Neben einer Grund- und Hauptschule gibt es in Kirchentellinsfurt auch die Graf-Eberhard-Realschule.
Seit März 2001 gibt es in Kirchentellinsfurt einen Waldkindergarten. Träger ist der Verein Waldkindergarten Kleine Wiesel e. V. Zudem gibt es noch die Kindertagesstätte Weilhau, die Kindertagesstätte Regenbogen und die Schloss-Kindertagesstätte.

### Wasserkraftwerk
Die Wasserkraft am Neckar wird im Wasserkraftwerk Kirchentellinsfurt zur Stromgewinnung genutzt.

## Persönlichkeiten

### Söhne und Töchter der Gemeinde
- Adolf Münzinger (1876–1962), Agrarökonom, Rektor der Landwirtschaftlichen Hochschule Hohenheim

### Persönlichkeiten, die in Kirchentellinsfurt wirkten
- Günter Hildebrand (1911–1994), Maler und Druckgrafiker